# Morceaux de salon, Op. 6
Morceaux de salon, Op. 6 (in russo Салонные пьесы?) è una raccolta di due pezzi per violino e pianoforte di Sergej Vasil'evič Rachmaninov.

## Storia della composizione
I pezzi furono composti nell'estate del 1893, quando Rachmaninov era già affermato come compositore e pianista. Furono dedicati al violinista Julij Konjus, il cui figlio avrebbe poi sposato la figlia di Rachmaninov.

## Struttura della composizione
La raccolta è composta da due pezzi:
1. Romance, in re minore (Andante ma non troppo);
2. Danse hongroise, in re minore (Vivace).

Per scopo e struttura sono simili ai due pezzi per violoncello e piano, Op. 2.